# Raritan (Nueva Jersey)
Raritan es un borough ubicado en el condado de Somerset en el estado estadounidense de Nueva Jersey. En el año 2010 tenía una población de 6,881 habitantes y una densidad poblacional de 1,298.3 personas por km².

## Geografía
Raritan se encuentra ubicado en las coordenadas 40°34′17″N 74°18′15″O / 40.57139, -74.30417.

## Demografía
Según la Oficina del Censo en 2000 los ingresos medios por hogar en la localidad eran de $51,122 y los ingresos medios por familia eran $59,962. Los hombres tenían unos ingresos medios de $46,071 frente a los $35,704 para las mujeres. La renta per cápita para la localidad era de $26,420. Alrededor del 6.4% de la población estaba por debajo del umbral de pobreza.